# É do Eva - Ao Vivo
É do Eva - Ao Vivo é o décimo álbum lançado pela Banda Eva em 2003, sendo o terceiro ao vivo e o segundo com os vocais de Saulo Fernandes.

## Informações
O álbum é o segundo com o novo vocalista Saulo Fernandes, sendo em sua maioria canções inéditas performadas ao vivo como Querer", "Coisa Linda", "Solta O Breque", "Fina Mistura" e "Estado De Graça".

## Faixas
1. Eva
2. Coisa Linda
3. Vai
4. Querer
5. Mais do Que Preciso
6. É do Eva
7. Pra Lá E Pra Cá
8. Loucura Maior
9. A Rosa
10. Solta O Breque
11. Fina Mistura
12. Bye, Bye
13. Estado De Graça
14. Duas Medidas